# Йови-Бей
Йови-Бей (англ. Yowie Bay) — пригород Сиднея (штат Новый Южный Уэльс). Население по состоянию на 2006 год — 3737 человек. Йови-Бей находится в 24 км южнее центрального района Сиднея, в районе местного управления Графство Сазерленд.
Название пригорода происходит от названия небольшой бухты на северном берегу эстуария Порт-Хакинг. Он граничит на севере с пригородом Миранда и делит с ним свой почтовый индекс 2228.

## Этимология названия

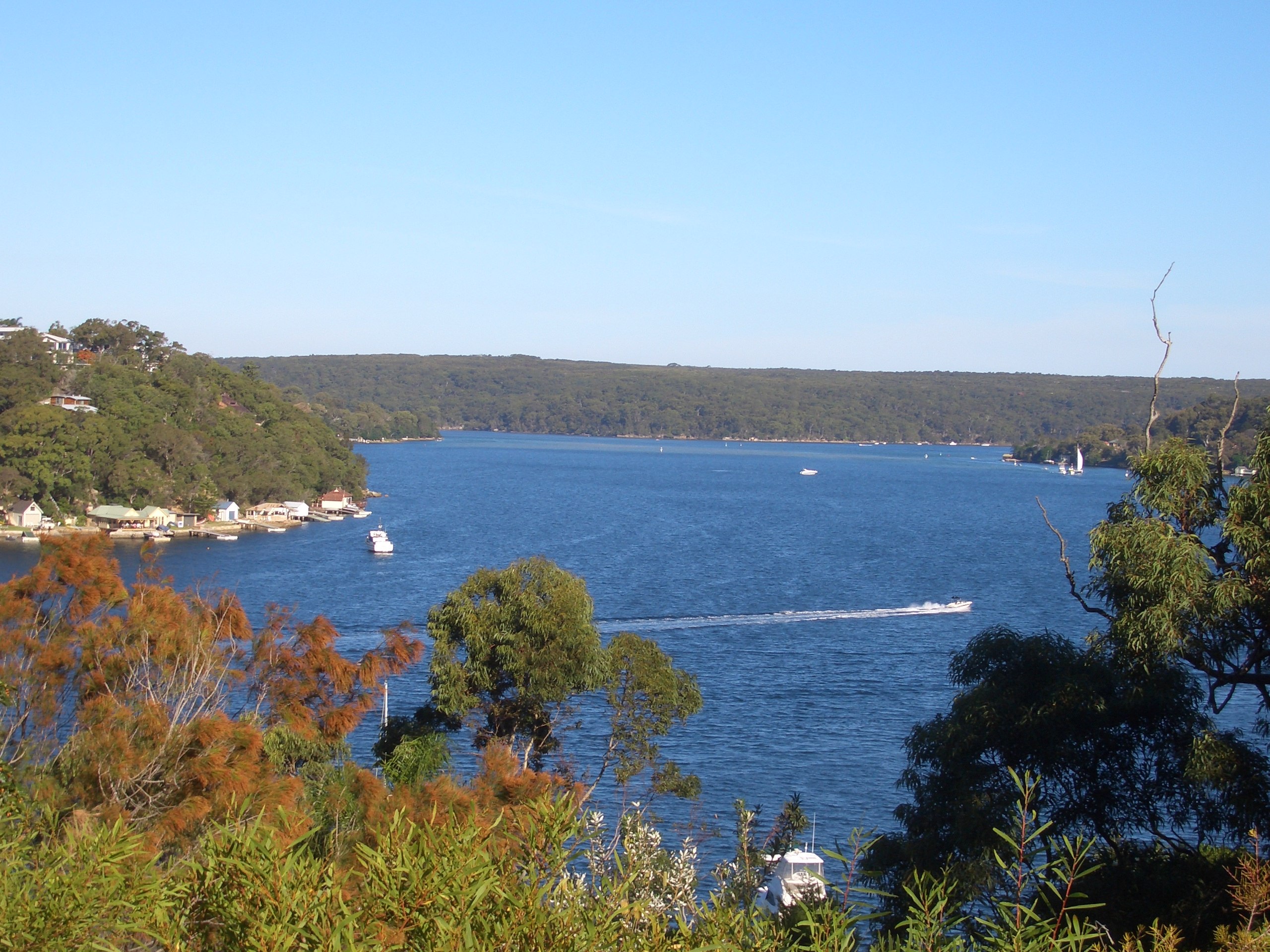
Вид на Порт-Хакинг со стороны Йови-Бей

Йови означает на языке аборигенов «место отголосков» и не имеет отношения к австралийскому мифическому существу, которое зовётся йови.
Первоначально пригород назывался Уирона (англ. Weerona), также это место называли Эви-Бей (англ. Ewey Bay).

Название «Йови-Бей» было официально принято в 1973 году.

## Галерея

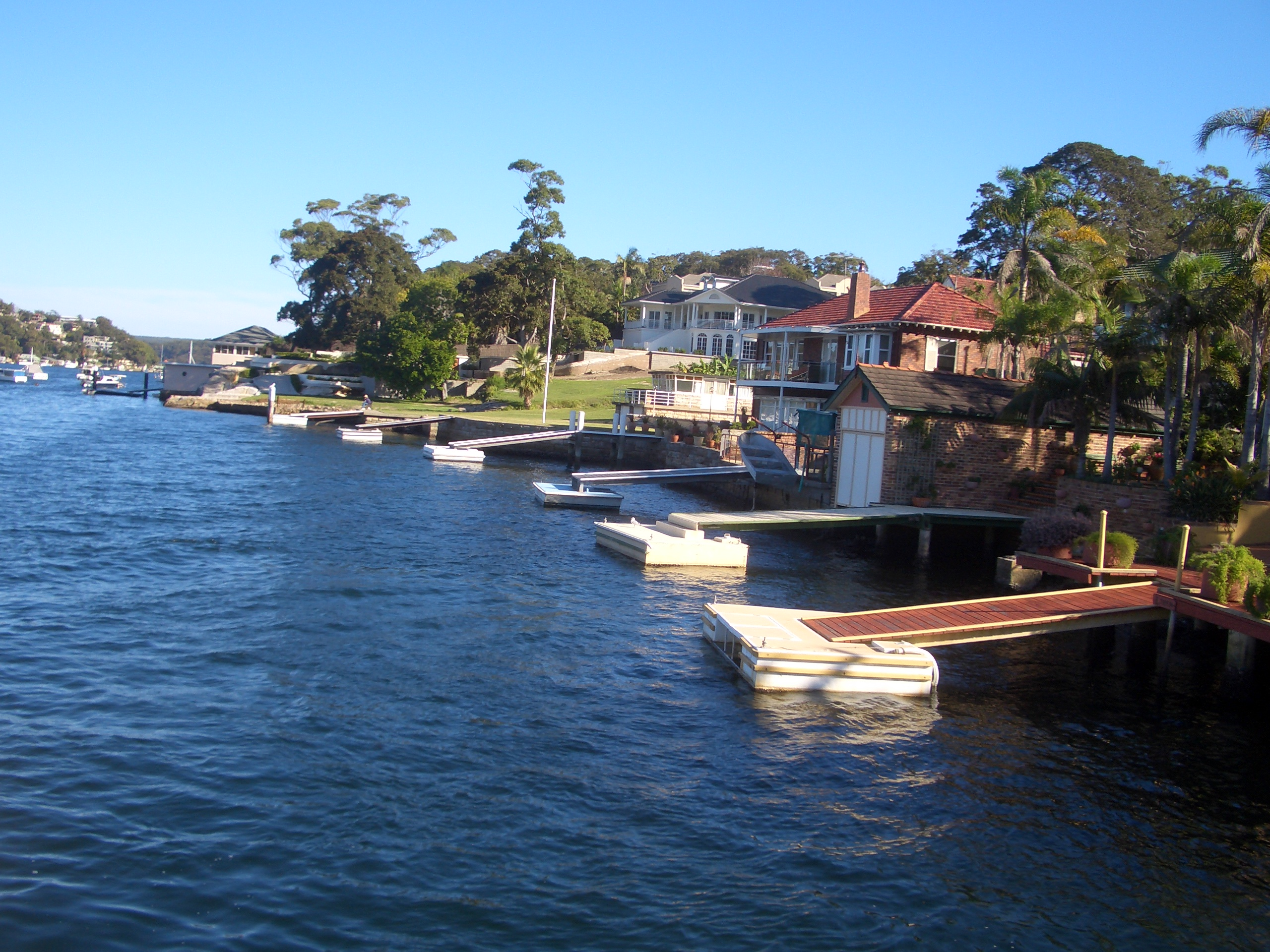
Дома и пристани Йови-Бей
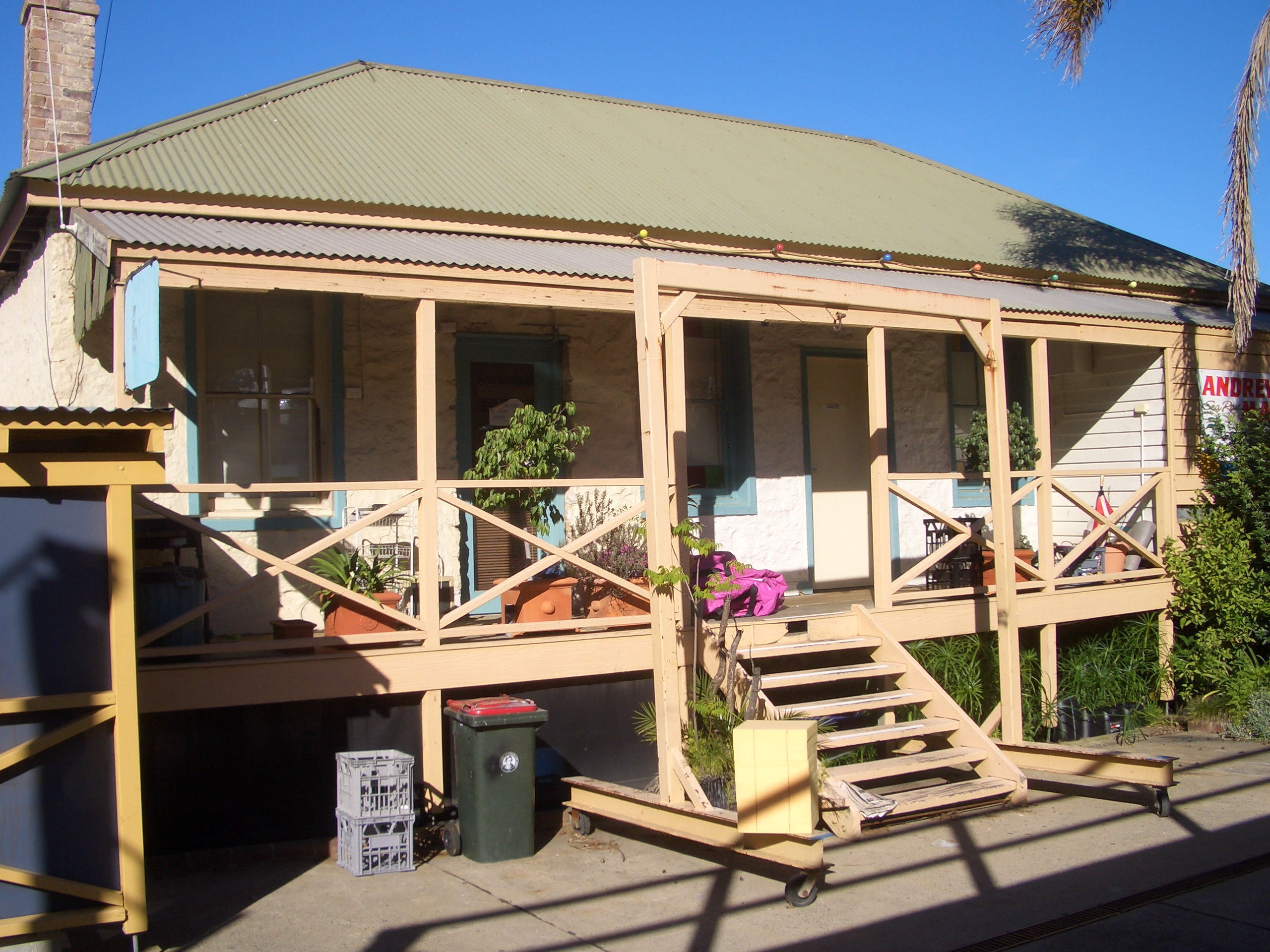
Марина Йови-Бей
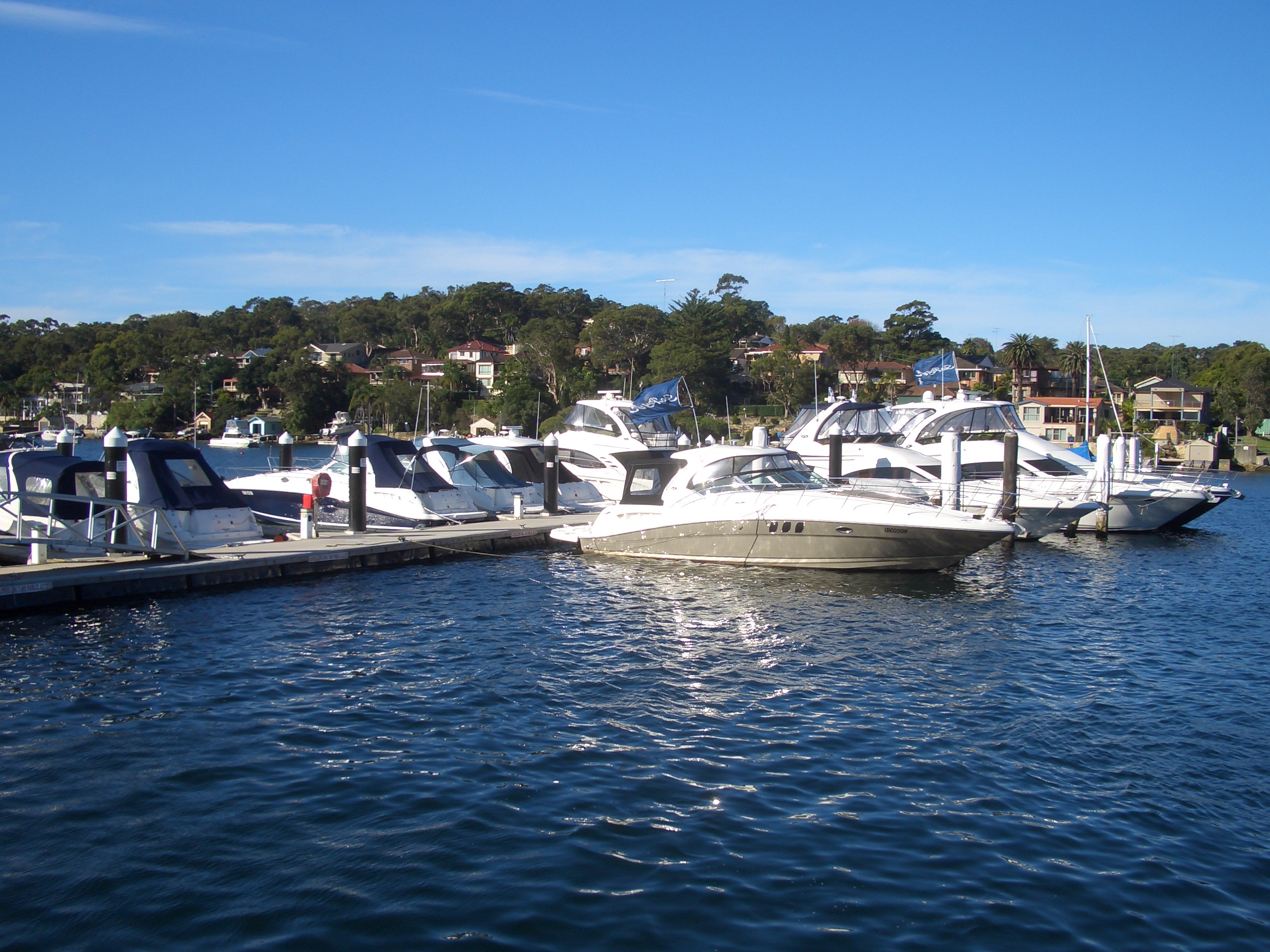
Марина Йови-Бей
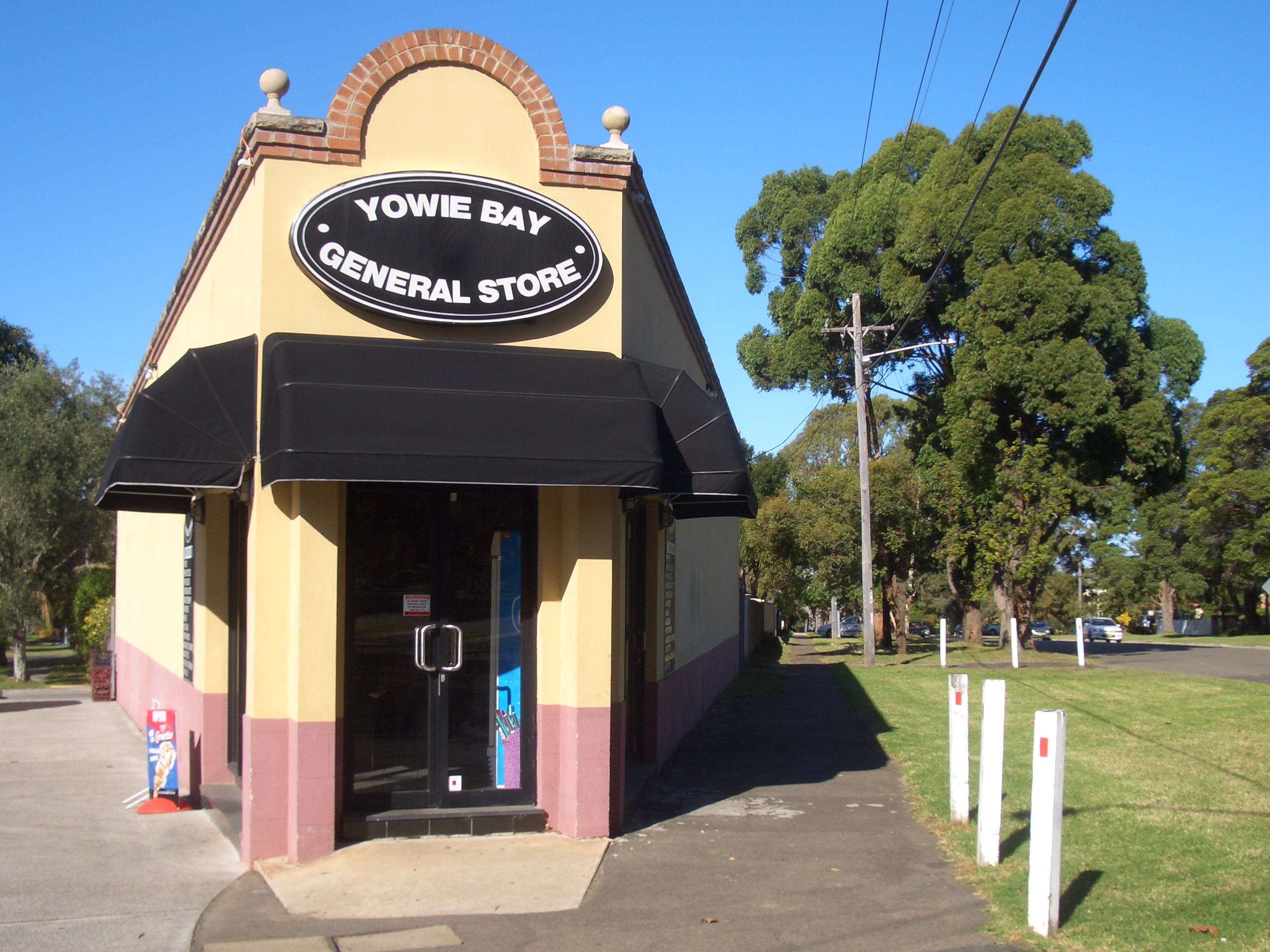
Универсальный магазин в Йови-Бей